# Connell
Connell is een plaats (city) in de Amerikaanse staat Washington, en valt bestuurlijk gezien onder Franklin County.

## Demografie
Bij de volkstelling in 2000 werd het aantal inwoners vastgesteld op 2956.
In 2006 is het aantal inwoners door het United States Census Bureau geschat op 2986, een stijging van 30 (1,0%).

## Geografie
Volgens het United States Census Bureau beslaat de plaats een oppervlakte van
7,4 km², geheel bestaande uit land. Connell ligt op ongeveer 380 m boven zeeniveau.

## Plaatsen in de nabije omgeving
De onderstaande figuur toont nabijgelegen plaatsen in een straal van 32 km rond Connell.